# LauncherOne
LauncherOne (Ракета-носій (перша), фото із встановленим обтікачем корисного вантажу і без) — ракета-носій з повітряним стартом, яку розробляє американська компанія Virgin Orbit (походить від Virgin Galactic). Спроектована для запуску малих супутників. Деякі компанії почали укладати контракти на запуск цією ракетою ще з 2012 року, а виробники супутників, такі як Sierra Nevada Corporation та Surrey Satellite Technology оптимізують під неї свої вироби. Обтікачі КВ існують трьох різних діаметрів: 1262 мм, 2123 мм та 3543 мм.

## Історія
Virgin Galactic почала працювати над концептом LauncherOne у 2007 році, а технічні специфікації були складені у 2009 році. Конфігурація ракети-носія передбачала, що вона буде витратною (використовуватиметься лише раз), двоступеневою, рідиннопаливною і запускатиметься літаком-носієм White Knight Two. Це робило її схожою на Пегас від Orbital Sciences Corporation чи на зменшений варіант Stratolaunch Systems.
У 2015 році Virgin Galactic побудувала в Long Beach Airport Центр дослідження, розробки та виготовлення LauncherOne (площею 14 тис.  м²).
25 червня 2015 року з телекомунікаційною компанією було підписано контракт на запуск 36 супутників для їхнього сузір'я OneWeb із можливістю додаткових 100 запусків.
Прагнучи збільшити масу КВ, компанія відмовилася від використання літака-носія White Knight Two на користь більш потужного Boeing 747-400, якому дали назву «Cosmic Girl» (зображення із встановленою ракетою).
2 березня 2017 року Virgin Galactic повідомила про створення Virgin Orbit, куди перейшла команда з 200 працівників.
Початково, у 2012 році, другу ступінь ракети планувалося оснастити двигуном NewtonOne із тягою в 16 кН, а першу ступінь — двигуном NewtonTwo з тягою в 211 кН. У 2015 році — плани компанії змінилися, і на першу та другу ступені вирішено встановлювати двигуни NewtonThree — з тягою 327 кН та NewtonFour — з тягою 22 кН відповідно.

## Запуск
Установка КВ відбуватиметься у штаб-квартирі Virgin Orbit у Лонг-Біч. Відправною точкою для літака-носія Cosmic Girl буде Mojave Air and Space Port у пустелі Мохаве. LauncherOne летітиме під його лівим крилом, прикріпленою до спеціального тримача. Разом вони пролетять над Каліфорнією, і коли будуть над Тихим океаном, у точці, розрахованій відповідно до необхідного нахилу орбіти, на висоті ~11 км відбудеться від'єднання ракети, вона увімкне двигун першого ступеню і попрямує на орбіту. Повітряний старт також дозволяє уникати деяких типових проблем із запуском, таких як погана погода чи сильні вітри на значній висоті.
Для покращення можливостей для запуску Virgin Orbit планує домовитися про співпрацю з аеропортами у Флориді, Пуерто-Рико та на Гаваях.
| Дата            | Місце запуску                                                                | КВ | Орбіта | Замовник             |
| перш. пол. 2018 | Cosmic Girl, Мохаве                                                          | |        | Virgin Galactic      |
| перш. пол. 2018 | Тестовий політ                                                               | |        |                      |
| серпень 2018    | Cosmic Girl, аеропорт у пустелі Мохаве                                       | ALBus CACTUS-1 CAPE-3 ExoCube-2 INCA MicroMAS-2b MiTEE-1 PICS 1, 2 PolarCube Q-PACE RadFxSat-2 TechEdSat-7 | ННО    | НАСА                 |
| серпень 2018    | Запуск CubeSat для програми НАСА по залученню студентів до наукових дослідів | |        |                      |
| 2018            | Cosmic Girl, Мохаве                                                          | | ННО    | Sky and Space Global |
| 2018            |                                                                              | |        |                      |
| 2019            | Cosmic Girl, Мохаве                                                          | STP | ННО    | Повітряні сили США   |
| 2019            | Технологічна демонстрація                                                    | |        |                      |
| 2019            | Cosmic Girl, Мохаве                                                          | супутники GomSpace                                                                                         | ННО    | GomSpace             |
| 2019            | Супутники для АІС                                                            | |        |                      |
| 2019            | Cosmic Girl, Мохаве                                                          | SpaceBelt-1                                                                                                | ННО    | Cloud Constellation  |
| 2019            | Супутники для хмарного сховища                                               | |        |                      |